# Rafał Piotrowski (wokalista)
Rafał „Rasta” Piotrowski (ur. 17 września 1985 w Mielcu), znany również jako sVirus – polski wokalista i autor tekstów. Piotrowski działalność artystyczną rozpoczął w 2006 roku w zespole Forgotten Souls. Wraz z grupą nagrał wydany w 2008 roku album zatytułowany Nine Syndromes. W latach 2008–2010 występował w formacji Ketha. W 2009 roku dołączył do grupy Decapitated w której zastąpił Adriana "Covana" Kowanka. Wraz z zespołem nagrał album pt. Carnival is Forever wydany w lipcu 2011 roku nakładem Nuclear Blast. W 2024 zespół ogłosił rozstanie z Rastą.

## Dyskografia
- Forgotten Souls – Nine Syndromes (2008, Nija Art Records)
- Decapitated – Carnival is Forever (2011, Nuclear Blast)
- Ketha – 2nd Sight (2012, Instant Classic, gościnnie)[9]
- Decapitated – Blood Mantra (2014, Nuclear Blast)
- Decapitated - Anticult (2017, Nuclear Blast)
- Decapitated - Cancer Culture (2022, Nuclear Blast)